# Rajky (przystanek kolejowy)
Rajky (ukr. Райки) – przystanek kolejowy w pobliżu miejscowości Skrahliwka, w rejonie berdyczowskim, w obwodzie żytomierskim, na Ukrainie. Położony jest na linii Koziatyn – Berdyczów – Szepetówka.